# Zschippern

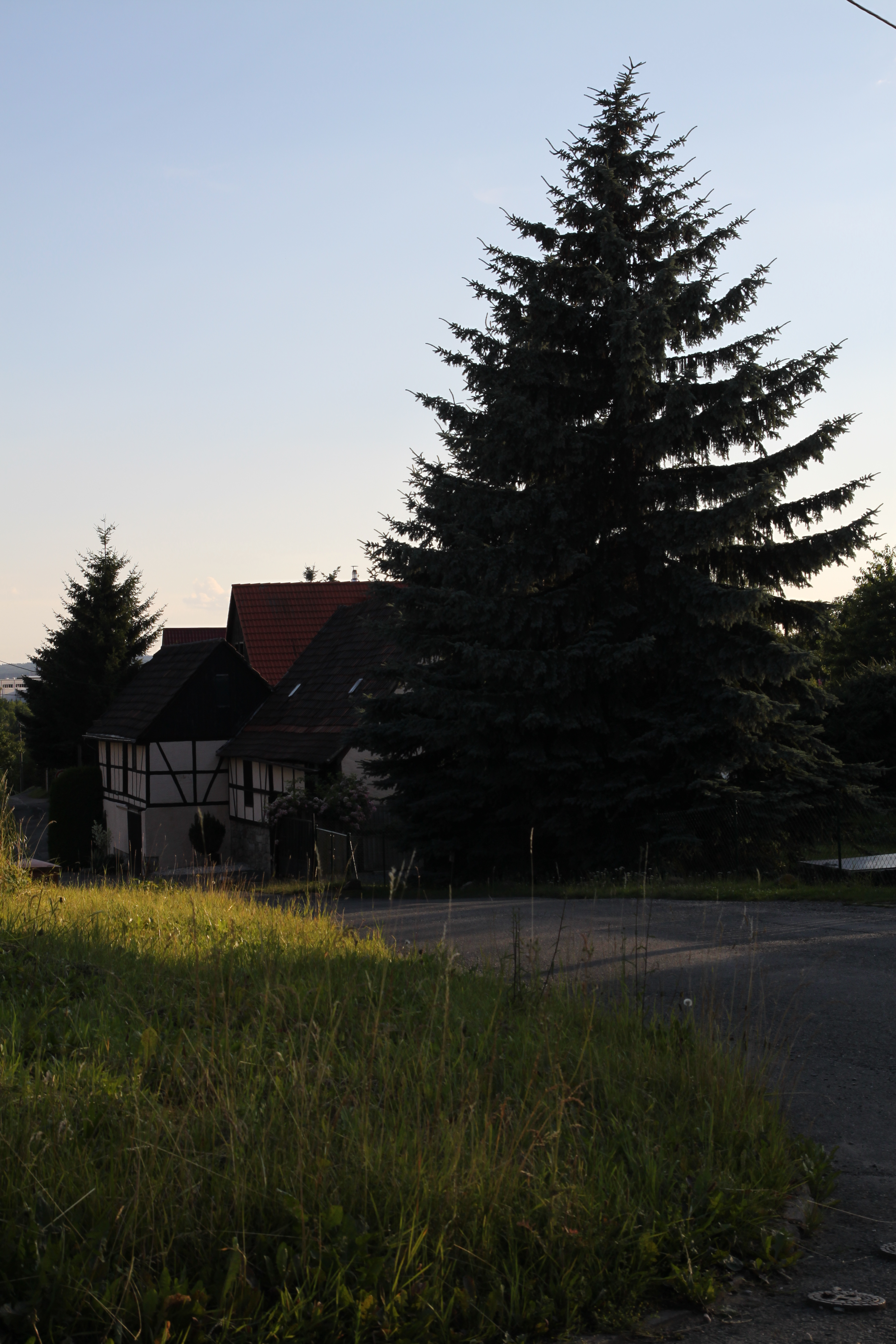
Fachwerkhaus in Zschippern

Zschippern ist seit dem 1. Juli 1950 ein Stadtteil der Stadt Gera in Thüringen.

## Geographie
Zschippern liegt im südöstlichen Stadtgebiet von Gera zwischen Geiersberg, Galgenberg und dem Landschaftsschutzgebiet Zaufensgraben.

## Geologie
Die geologischen Formationen um Zschippern sind jüngste Ablagerungen der Zechsteinzeit; etliche der Schichten sind reich an Kupfererzen, höhere Kalksteinschichten wurden in früherer Zeit zur Kalkgewinnung abgebaut.

## Geschichte
Die älteste urkundliche Erwähnung stammt vom 12. November 1322: Ticzelin von Tschiprin wird in einem Kauf des Klosters Cronschwitz mit 16 ½ Schilling belehnt. Der Ortsname dürfte auf einen slawischen Personennamen „Čipr-“ mit dem Ortsnamensuffix -in zurückgehen. Zum Fürstentum Reuß jüngerer Linie gehörig, war Zschippern Teil des Kirchspiels Thränitz-Kaimberg-Collis-Zschippern, von welchen Orten jeder einer anderen Landesherrschaft zugehörig war. Die Erbgerichtsbarkeit lag bis 1855 beim Rittergut Pforten.
Ein ehemals vorhandener Rittersitz dürfte bereits 1328 nicht mehr vorhanden gewesen sein. Nickel vom Ende der Ältere, weimarischer Mundschenk, begann 1556 mit der Errichtung eines Schäferei-Vorwerkes, der Ort wurde fortan als Vorwerk bezeichnet. 1827 umfasste der Ort ein Rittergut, 11 Häuser und 48 Einwohner.
Der Ort schulte traditionell nach Thränitz, jedoch wird 1728 eine Winkelschule in Zschippern aktenkundig: Ein Lehrer Rohn beschwert sich beim Konsistorium in Leipzig, dass selbige ihn im Einkommen wie Ansehen schädige.
1913 wurde das Flugfeld Zschippern mit Schauvorführungen und Wettflügen eingeweiht; mit der Eröffnung des Flugplatzes Gera in Tinz/Langenberg (mit Beginn des Autobahnbaues in den 30er Jahren an den heutigen Standort Leumnitz verlegt) wurde der Betrieb eingestellt.

## Politik
Zschippern hat keine Ortsteilverfassung, somit auch keinen Ortsteilrat und keinen Ortsteilbürgermeister.

## Entwicklung der Einwohnerzahl
| Jahr      | 1827 | 1864 | 1939 | 2005 |
| Einwohner | 48   | 90   | 152  | 140  |

## Verkehr
- Zschippern ist über die Süd-Ost-Tangente Gera zu erreichen.
- ÖPNV-Anbindung besteht mit der GVB-Buslinie 12.
- Nächstgelegener Bahnhof ist Gera Süd.

## Bildung
Die nächstgelegene Kindereinrichtung ist die
- Kindertagesstätte Regenbogen in Thränitz.

Zuständige Grundschule ist die
- Neulandschule in Pforten.

Nächstgelegene Regelschule ist die
- Ostschule im Ostviertel.